# Elecciones generales de Costa Rica de 2022
Las elecciones generales de Costa Rica de 2022 se realizaron el domingo 6 de febrero de 2022 de acuerdo a lo estipulado en la actualmente vigente Constitución Política de Costa Rica de 1949, para elegir presidente, dos vicepresidentes y los 57 diputados de la Asamblea Legislativa.
Ninguno de los candidatos presidenciales obtuvo al menos el 40% de los votos en primera ronda, por lo que se convocó una segunda ronda electoral el 3 de abril de ese mismo año entre los dos más votados: José María Figueres Olsen del Partido Liberación Nacional y Rodrigo Chaves Robles del Partido Progreso Social Democrático, de los cuales salió vencedor Rodrigo Chaves por un porcentaje de los votos en segunda ronda de 53% sobre 47% de Figueres.
Estos fueron los decimoctavos comicios de este tipo realizados en el país desde que la vigencia de la Constitución de 1949.
Estas fueron las elecciones con el mayor número de aspirantes participantes desde las de 1930, con 25 partidos participando en las elecciones presidenciales y 36 en las elecciones legislativas, batiendo el previo récord de las elecciones generales de Costa Rica de 2006, en las que hubo 18.
Esta elección marcó la segunda en 102 años que Costa Rica realizó en medio de una pandemia, siendo la primera en 1920 durante la pandemia de gripe española, con el entonces gobierno provisional de Francisco Aguilar Barquero.
El partido oficialista, Partido Acción Ciudadana (PAC), sufrió una aplastante derrota al obtener menos de 1% de los votos para presidente, ubicándose en la décima posición, y quedándose sin obtener ningún diputado en las elecciones legislativas.
Además, fue la elección en primera ronda con el mayor porcentaje de abstencionismo registrado en la historia electoral del país, en donde un poco más del 40% de los ciudadanos inscritos no acudieron a las urnas.

## Sistema electoral

### Presidencia
Tal como se estipula en el título X de la Constitución Política de 1949, se deberá efectuar en el país, el primer domingo de febrero de cada cuatro años, una elección popular por medio de la cual se elija a una fórmula conformada por un presidente y dos vicepresidentes, quienes serán elegidos simultáneamente y por una mayoría de votos válidos que exceda el cuarenta por ciento. Si ninguna de las fórmulas alcanza esta mayoría, se realizará una segunda ronda el primer domingo de abril del mismo año entre las dos fórmulas que recibieron más votos, quedando elegidos los que figuren en la que obtenga el mayor número de votos.
Para que una persona ejerza como presidente de la República, el individuo deberá ser costarricense por nacimiento y ciudadano en ejercicio, pertenecer al estado seglar, y tener al menos 30 años de edad. Las personas interesadas en unirse a la carrera presidencial deberán buscar la nominación de uno de los partidos políticos de Costa Rica, que generalmente se otorga a través de un proceso como la designación por la Asamblea Superior de la agrupación o en algunos tras una convención partidaria. Las convenciones partidarias suelen ser elecciones abiertas o cerradas en las que los votantes votan por una lista de dos o más candidatos que desean participar en la carrera presidencial por medio de cierto partido político. Posteriormente, el candidato presidencial elegirá una nómina de candidatos a la vicepresidencia, y, en algunos casos, también podrá elegir a un cierto número de candidatos a diputaciones por su partido, que luego son normalmente ratificados por la asamblea del partido.
La Constitución Política prohíbe al presidente de la República en ejercicio del cargo se reelegirse en su puesto de manera consecutiva, por lo que el actual presidente del oficialista Acción Ciudadana, Carlos Alvarado Quesada, no es elegible para postularse para un nuevo término. Asimismo, se establece que los ministros de gobierno y los directores o gerentes de las instituciones autónomas deberán renunciar doce meses antes de que se realice la elección en caso de que se quisiera aspirar a la presidencia o vicepresidencia de la República.

### Asamblea Legislativa
La Asamblea Legislativa es elegida por representación proporcional por listas cerradas en cada una de las 7 provincias del país con el reparto Hare. Los escaños están asignados a cada provincia en proporción a su población.

### Partidos habilitados
Para poder participar los partidos deben inscribirse completamente antes del 5 de agosto, esto es, tener culminadas todas sus asambleas y no tener impugnaciones pendientes.

## Precampaña, convenciones y congresos

### Partido Acción Ciudadana
El Partido Acción Ciudadana postuló a la presidencia a Welmer Ramos González, elegido el 22 de agosto de 2021.  
En marzo de 2021, la Asamblea Nacional del Partido Acción Ciudadana anunció la realización del tercer Congreso Ciudadano del partido, de cara a las elecciones de 2022, y por medio del cual se definieron los aspectos relacionados con sus procesos internos. Asimismo, el partido realizó sus asambleas presenciales, entre abril y julio, para renovar sus estructuras en los cantones y provincias del país.

### Partido Liberación Nacional
El Partido Liberación Nacional efectuó su Convención Nacional Liberacionista el 6 de junio de 2021, eligiendo como candidato para la presidencia al expresidente de la República José María Figueres Olsen. En este proceso participaron también el politólogo Claudio Alpízar Otoya, el exdiputado y dos veces candidato a la presidencia Rolando Araya Monge, y los diputados del período 2018-2022 Carlos Benavides Jiménez y Roberto Thompson Chacón.

### Partido Unidad Social Cristiana
El Partido Unidad Social Cristiana realizó su Convención Nacional el 27 de junio de 2021, participaron en este proceso para la elección del candidato a presidente los diputados del período 2018-2022 Erwen Masís Castro y Pedro Muñoz Fonseca y la exvicepresidenta de la República (2002-2006) Lineth Saborío Chaverri, esta última resultando elegida como la candidata.

### Otros partidos políticos
Varios excandidatos que participaron en el proceso ya han anunciado su interés de ser candidatos nuevamente. En la mayoría de los casos estos candidatos renunciaron a los partidos por los que intentaron obtener la presidencia e iniciaron los procesos de fundar nuevas agrupaciones políticas.[cita requerida]
- Costa Rica Justa: El diputado Dragos Dolanescu Valenciano anunció una nueva formación política llamada Costa Rica Justa tras su salida del Partido Republicano Social Cristiano a raíz de una denuncia en su contra por la fiscalía.[14] La candidatura del partido fue para Rolando Araya quien dejó las filas de Liberación al quedar segundo en la convención.

- Encuentro Nacional: El exdiputado Óscar Campos, uno de los dirigentes del grupo Movimiento Rescate Nacional que organizó distintos bloqueos ilegales y protestas antigobierno en el país, fundó este partido que participó en las elecciones.[15][16]

- Fuerza Democrática: La excandidata a vicepresidenta del país y presentadora de televisión Viviam Quesada también participó en la elección.[17]

- Movimiento Libertario: Originalmente el abogado y financista de tendencia neoliberal, Carlos Valenciano Kamer, conocido por demandar a Célimo Guido durante las manifestaciones del Movimiento Rescate Nacional a finales de 2020, fue proclamado como candidato por el partido libertario pero renunció poco después por motivos de salud, siendo reemplazado por el exdirector de la Fundación Arias Luis Alberto Cordero.[18][19]

- Movimiento Social Demócrata Costarricense: El dirigente taxista Rubén Vargas fue candidato a la segunda vicepresidencia, junto con Rowland Jiménez (médico) para presidente y Carmen Lidia Pérez para la primera vicepresidencia. El sindicalista de la Fuerza Pública Minor Anchía fue propuesto para segundo vicepresidente por el Partido Fuerza Nacional.[20]

- Nueva Generación: Mientras que Sergio Mena Díaz repitió por tercera vez la candidatura presidencial con doble postulación para diputado también por tercera vez por Nueva Generación.[21]

- Nueva República: Fabricio Alvarado quien fue uno de los candidatos más votados en la previa elección anunció su separación del partido por el cual fue diputado y candidato mediante su cuenta de Facebook y la creación de un nuevo partido político denominado Nueva República aunque asegura que este sería un partido de tipo secular y no cristiano como su antecesor.[22]

- Nuestro Pueblo: El exministro de la presidencia y excandidato (dos veces) del Partido Unidad Social Cristiana Rodolfo Piza Rocafort participó, pero esta vez por el Partido Nuestro Pueblo, partido provincial transformado a escala nacional.[23][24][25] Afirmó también haber participado de las pláticas de coalición tanto con Rodrigo Chaves como con Redondo/Feinzaig y propone una convención abierta en septiembre.[26][27] Piza fue candidato presidencial y cabeza de lista por San José a la Asamblea Legislativa.

- Progreso Social Democrático: Postuló a la presidencia al exministro de Hacienda de la administración Alvarado Quesada y exfuncionario del Banco Mundial, Rodrigo Chaves Robles, y una diputación de la periodista retirada Pilar Cisneros Gallo. Chaves sería cuestionado debido a denuncias de acoso sexual por las que se retiró del Banco Mundial días antes de asumir el Ministerio de Hacienda.[28]

- Recuperando Valores: El partido provincial con representación en la provincia de Limón eligió como candidato a diputado en primer lugar a Miguel Antonio Badilla Ugalde, quien actualmente se desempeña como jefe cantonal del Instituto Costarricense de Acueductos y Alcantarillados del Cantón de Pococí. Junto a él está la comunalista y exregidora de la Municipalidad de Pococí, Patricia Aguilar.

- Republicano Social Cristiano: Tras la ruptura con Rodrigo Chaves en las negociaciones para ir en coalición el presidente del PRSC y diputado Otto Vargas anunció que se encuentran «en busca de candidato» y que están en charlas con distintas figuras políticas.[29] El expresidente Rafael Ángel Calderón Fournier, militante del partido, declinó la solicitud de unos dirigentes de postularse.[30]

- Restauración Nacional: Este partido que tuvo importante protagonismo en la pasada elección, pero cuyo candidato en esa ocasión buscó otras tiendas, postuló a presidente al expresidente de la Asamblea Legislativa Eduardo Cruickshank.[21]

- Unidos Podemos: Natalia Díaz Quintana, exdiputada y exaspirante presidencial por el Movimiento Libertario quien perdió en las primarias de dicho partido ante el líder histórico Otto Guevara Guth anunció la creación de un nuevo partido de tinte liberal denominado Unidos Podemos,[31][32] sin relación con la agrupación del mismo nombre de España, aunque usando similarmente el color púrpura. Díaz ya había renunciado previamente al Libertario e incluso dio su adhesión al candidato del Partido Liberación Nacional Antonio Álvarez Desanti en la elección de 2018.

- Unión Liberal: Por su parte, el propio Otto Guevara ha anunciado que no descarta una sexta candidatura presidencial,[33] aunque debido a la crítica situación financiera afectado por todo tipo de deudas acarreadas tras los graves reveses electorales que sufrió en las pasadas campañas, Guevara abandonó el Movimiento Libertario y fundó el partido Unión Liberal.[34] El exdiputado y excandidato presidencial Federico Guillermo Malavassi Calvo participó en la elección presidencial por esta formación.[35]

### Propuestas de coaliciones fallidas

#### Intentos
A inicios de 2020 los presidentes de los partidos Pedro Muñoz Fonseca del Partido Unidad Social Cristiana, Mario Redondo Poveda de Alianza Demócrata Cristiana y Otto Guevara Guth de Unión Liberal iniciaron negociaciones para la creación de una coalición de derecha liberal con el fin autoproclamado de impedir un tercer gobierno del Partido Acción Ciudadana. Aunque Natalia Díaz Quintana de Unidos Podemos estuvo invitada, declinó participar prefiriendo ir a los comicios sola. Se reportó en principio la participación de Eliécer Feinzaig Mintz del Partido Liberal Progresista en las negociaciones pero miembros del partido lo negaron después.
La propuesta de coalición socialcristiana-liberal fue también impulsada por el expresidente socialcristiano Miguel Ángel Rodríguez Echeverría. Sin embargo la propuesta fue enterrada en la Asamblea Nacional del Partido Unidad Social Cristiana.

#### Coalición para el Cambio
El alcalde de Cartago Mario Redondo Poveda y el exministro de Transportes Eliécer Feinzaig Mintz, ambos presidentes respectivamente de los partidos Alianza Demócrata Cristiana y Liberal Progresista, confirmaron estar trabajando en una alianza electoral. Consultado sobre si esta se sumaría a la coalición del exministro Chaves, Redondo lo negó asegurando «(...) Alguna vez me invitó a conversar, a Eli también, después se reunión [sic] con nosotros, pero don Rodrigo plantea una coalición de 'apóyenme' y eso en realidad no es una coalición». El día 21 de junio de 2021 se anuncia la alianza de estos dos partidos bajo el nombre Coalición para el Cambio. Días después Redondo anunció su retiro de la agrupación a raíz de los cuestionamientos en su contra por reuniones con una de las empresas involucradas en el Caso Cochinilla. El 24 de julio de 2021 el Comité Ejecutivo del Partido Liberal Progresista anunció que descartaba la coalición con ADC poniendo fin al proyecto.

## Candidatos presidenciales
De acuerdo al Tribunal Supremo de Elecciones, y las papeletas preparadas e impresas en diciembre de 2021 avalaron la inscripción oficial de las candidaturas, los siguientes veinticinco candidatos participaron en las elecciones en febrero de 2022.
- * Doble postulación a diputado.
- r=# Candidatura presidencial recurrente, por # vez.

| Partido | Partido                                   | Candidato Presidencial | Candidato Presidencial | Profesión                                            | Lema                                         | 1.er Vicepresidente                                                          | 2.º Vicepresidente                                                                        |
| ------- | ----------------------------------------- | ---------------------- | --- | ---------------------------------------------------- | -------------------------------------------- | ---------------------------------------------------------------------------- | ----------------------------------------------------------------------------------------- |
|         | Accesibilidad Sin Exclusión               |                        | Óscar Andrés López Arias Diputado en los períodos 2006-2010 y 2014-2018Candidato presidencial en 2010, 2014 y 2018.                                                                                         | Abogado                                              | El Candidato de los Indecisos                | Isabel Ramírez Castro* educadora y administradora educativa.                 | Víctor López Jiménez* conferencista y empresario.                                         |
|         | Acción Ciudadana                          |                        | Welmer Ramos González Diputado en el período 2018-2022. Ministro de Economía, Industria y Comercio (admin Solís Rivera).                                                                                    | Economista y administrador                           | Seriedad, compromiso y progresismo           | Emilia Molina Cruz trabajadora social y politóloga.                          | Sebastián Urbina Cañas ingeniero industrial y economista.                                 |
|         | Alianza Demócrata Cristiana               |                        | Christian Rivera Paniagua Presidente de Fundación Costa Rica Azul. | Médico cirujano reconstructorivo                     | Los buenos somos más                         | Jessie Murillo Moya abogada y administradora de negocios.                    | David Alfaro Mata* abogado y agronómo.                                                    |
|         | Costa Rica Justa                          |                        | Rolando Araya Monge*r=3 Diputado en el período 1974-1978. Ministro de Obras Públicas y Transportes. Ejecutivo municipal de San José. Candidato presidencial en 2002 y 2010.                                 | Ingeniero Químico, educador y filósofo               | Sumarte Te Suma                              | Orlando Guerrero Vargas abogado y empresario turístico.                      | Ana Lupita Mora Chinchilla* periodista y socióloga.                                       |
|         | Encuentro Nacional                        |                        | Óscar Campos Chavarría* Viceministro de Agricultura y Ganadería (admin Figueres Olsen). Diputado en el período 1998-2002.                                                                                   | Agricultor y administrador de empresas               | Yo voto por el corazón                       | Verónica Esquivel Campos administradra de oficinas.                          | Juan Luis Sáenz Ruiz* ingeniero topógrafo y educador.                                     |
|         | Frente Amplio                             |                        | José María Villalta Flórez-Estrada Diputado en el período 2010-2014, candidato presidencial en 2014, diputado en el período 2018-2022.                                                                      | Abogado                                              | Hay esperanza                                | Patricia Mora Castellanos socióloga.                                         | Gerardo Hernández Naranjo politólogo y sociólogo.                                         |
|         | Fuerza Nacional                           |                        | Greivin Moya Carpio* Periodista investigativo de Televisora de Costa Rica. | Periodista                                           | Ahí viene Greivin                            | Natalia Mora Escalante economista y financiera.                              | Alberto Rodríguez Baldí abogado y empresario.                                             |
|         | Integración Nacional                      |                        | Walter Muñoz Céspedes*r=6 Diputado los períodos 1998-2002 y 2018-2022, candidato Presidencial del Partido Integración Nacional en las elecciones de 1998, 2002, 2006, 2010 y 2014.                          | Médico                                               | Juntos por un futuro mejor                   | Ileana Vargas González administradora de negocios.                           | Luis Fernando Astorga Gatjens educador, periodista y diseñador gráfico.                   |
|         | Justicia Social Costarricense             |                        | Carmen Quesada Santamaría* Diputada en el período 2014-2018. | Educadora                                            | Trabajo por Justicia, trabajo por Costa Rica | Walter Quesada Fernández* planificador económico y social.                   | Maribel Vallejos Vallejos educadora.                                                      |
|         | Liberación Nacional                       |                        | José María Figueres Olsen Ministro de Comercio Exterior, Ministro de Agricultura y Ganadería, Presidente de la República.                                                                                   | Ingeniero Industrial y administrador público         | Costa Rica Merece Ganar                      | Álvaro Ramírez Bogantes economista.                                          | Laura Arguedas Mejía politóloga.                                                          |
|         | Liberal Progresista                       |                        | Eliécer Feinzaig Mintz* Viceministro de Transportes (admin Rodríguez Echeverría). | Economista, administrador de empresas y financiero   | ELIjamos bien. ELIjamos a ELI.               | José Miguel Aguilar Berrocal psicólogo y administrador de proyectos.         | Rocío Briceño López ingeniera en computación y administradora de empresas.                |
|         | Movimiento Libertario                     |                        | Luis Alberto Cordero Arias Exdirector Fundación Arias para la Paz, Viceministro de la Presidencia (admin. Arias Sánchez II).                                                                                | Abogado                                              | ¡Constituyente Ya!                           | Rocío Solís Gamboa* educadora.                                               | Royner Mora Ruiz* empresario deportivo.                                                   |
|         | Movimiento Social Demócrata Costarricense |                        | Roulan Jiménez Chavarría* Médico de la Caja Costarricense del Seguro Social., Presidente del Colegio de Médicos y Cirujanos de Costa Rica.[cita requerida]                                                  | Médico, economista y administrador                   | Para sentirnos mejor ¡Vamos con el Doctor!   | Carmen Pérez Ramírez educadora y administradora educativa.                   | Édgar Rodríguez Ramírez* abogado, administrador de empresas y contador público y privado. |
|         | Nuestro Pueblo                            |                        | Rodolfo Piza Rocafort*r=3 Presidente ejecutivo de la Caja Costarricense de Seguro Social, Magistrado suplente, candidato presidencial en 2014 y 2018, Ministro de la Presidencia (admin. Alvarado Quesada). | Abogado                                              | ¡Usted decide!                               | Román Navarro Fallas abogado.                                                | Vanessa Calvo González politóloga y abogada.                                              |
|         | Nueva Generación                          |                        | Sergio Mena Díaz*r=3 Regidor de Montes de Oca, diplomático, candidato presidencial en 2014 y 2018. | Abogado                                              | Sin olvidar el pasado... Mirá hacia adelante | Shirley Díaz Mejías politóloga y administradora de empresas.                 | Édgar Evans Meza educador y administrador educativo.                                      |
|         | Nueva República                           |                        | Fabricio Alvarado Muñoz*r=2 Diputado en el período 2014-2018, candidato presidencial en 2018. | Periodista                                           | ¡La Esperanza Va A Ganar!                    | Francisco Prendas Rodríguez* periodista.                                     | Alexandra Loría Beeche* abogada.                                                          |
|         | Pueblo Unido                              |                        | Martín Chinchilla Castro* Presidente del Colegio de Periodistas de Costa Rica. | Periodista                                           | Voluntad para el cambio necesario            | Andrea Cordero Vargas* estudiante de bibliotecología.                        | Marco Castillo Rojas abogado.                                                             |
|         | Progreso Social Democrático               |                        | Rodrigo Chaves Robles Ministro de Hacienda (admin. Alvarado Quesada), funcionario del Banco Mundial. | Economista                                           | Me Como La Bronca                            | Stephan Brunner Neibig economista agrícola.                                  | Mary Munive Angermüller médico.                                                           |
|         | Republicano Social Cristiano              |                        | Rodolfo Hernández Gómez*r=3 Director del Hospital Nacional de Niños, candidato presidencial en 2014 y 2018.                                                                                                 | Médico pediatra                                      | Vamos con el Dr. Hernández                   | Lorena Solano Villaverde administradora de empresas.                         | Giovanni Rodríguez Solís abogado.                                                         |
|         | Restauración Nacional                     |                        | Eduardo Cruickshank Smith Regidor de Limón, diputado en el período 2018-2022, Presidente legislativo. | Abogado                                              | Somos una sola Costa Rica                    | Xiomara Rodríguez Hernández médico.                                          | Leticia Arguedas Solís* publicista, mercadóloga y administradora de empresas.             |
|         | De los Trabajadores                       |                        | Jhonn Vega Masís*r=2 Candidato Presidencial del Partido de los Trabajadores en las elecciones de 2018. | Educador                                             | Una Alternativa Socialista y Revolucionaria  | Jessica Barquero Barrantes* trabajadora social.                              | Greivis González López educador.                                                          |
|         | Unidad Social Cristiana                   |                        | Lineth Saborío Chaverri Vicepresidenta, Ministra de la Presidencia, Ministra de Planificación Nacional y Política Económica, Directora del Organismo de Investigación Judicial.                             | Abogada, socióloga y criminóloga                     | ¡Con Ella Sí!                                | Franco Pacheco Arce administrador de negocios y mercadólogo.                 | Gabriela de San Román Aguilar abogada.                                                    |
|         | Unidos Podemos                            |                        | Natalia Díaz Quintana* Diputada en el período 2014-2018. | Publicista, mercadológa y administradora de empresas | El Camino Correcto                           | Ileana González Cordero* farmacéutica y financiera.                          | José Alberto Grillo Rosanía politólogo, administrador de negocios y mercadológo.          |
|         | Unión Costarricense Democrática           |                        | Maricela Morales Mora* Educadora pensionada.[cita requerida] | Educadora                                            | ¡Adelante Costa Rica!                        | Braunio Rosales Ureña estudiante de ingeniería eléctrica.                    | Anais Sequeira Vega educadora y administradora educativa.                                 |
|         | Unión Liberal                             |                        | Federico Malavassi Calvo*r=2 Candidato presidencial en 1998, diputado en el período 2002-2006. | Abogado                                              | Progreso, Justicia y Libertad                | Luis Guillermo Lépiz Solano economista agrícola, empresario y administrador. | Cohymbra Sáenz Carazo* filóloga, administradora de empresas y mercadóloga.                |

### Candidaturas fallidas
Dos figuras públicas, el abogado Juan Diego Castro quien fue candidato en la elección anterior, y el cantante e imitador Mauricio Herrera intentaron sin éxito ser candidatos presidenciales pero no obtuvieron respaldo de ningún partido.
La candidatura del periodista Camilo Rodríguez Chaverri por el partido Renovación Costarricense y sus dos candidatos a vicepresidentes fue anulada por el Tribunal Supremo de Elecciones por encontrarse las estructuras sin completar al momento de la designación. Similar situación ocurrió con la candidatura de la periodista Viviam Quesada de Fuerza Democrática por presuntamente no presentar formularios completos. Ambos apelaron sin éxito.

## Campaña
El 6 de octubre inició oficialmente la campaña electoral. Como establece la Constitución Política el mando de la Fuerza Pública se trasladó temporalmente y hasta el final de los comicios del Presidente de la República al Presidente del Tribunal Supremo de Elecciones.
La campaña del candidato Rodrigo Chaves causó polémica conforme utilizaba la imagen de varios expresidentes y del propio presidente en ejercicio dándole la espalda al pueblo. Tanto el Partido Liberación Nacional como el gobierno de Costa Rica apelaron al TSE pero éste desestimó las demandas. Una publicidad alternativa en redes sociales de mujeres dándole la espalda a Chaves debido a las acusaciones por acoso sexual en su contra se difundió en respuesta. 
El presidente del TSE Luis Antonio Sobrado González renunció a su cargo como presidente y como magistrado electoral para evitar conflicto de intereses por la candidatura a vicepresidenta de su cuñada por el partido Costa Rica Justa.
El partido Encuentro Nacional fue sancionado por el TSE por realizar publicidad mediante "pintas" de grafitis en vía pública.
Trascendió también que Fabricio Alvarado contrató al publicista uruguayo Iván Barrantes, artífice de la campaña de Luis Guillermo Solís (a quien comparó con una Coca Cola) lo que generó cierta polémica. Durante la campaña el candidato Fabricio Alvardo realizó spots publicitarios donde atacaba particularmente al candidato José María Villalta acusándolo de ligámenes con Venezuela, Cuba y Nicaragua y de ser partidario del comunismo. Esta estrategia de campaña fue criticada por otros candidatos de todas las ideologías. Fabricio también planteó restringir el aborto terapéutico pero el tema no trascendió ni se tornó importante en la campaña.
Rodrigo Chaves fue sumamente atacado por otros candidatos debido a las denuncias en su contra por presunto acoso sexual, aunque Chaves se defendió asegurando que habían sido desestimadas. La mayoría de candidatos lo sacaron a relucir en los debates. Repretel y Teletica, las dos televisoras más grandes organizaron debates con los seis candidatos punteros en las encuestas; Figueres, Saborío, Alvarado, Chaves, Feinzaig y Villalta. Durante los debates Chaves fue criticado por su trato a la candidata Lineth Saborío del PUSC a quien acusó de falta de capacidad intelectual. Chaves hizo a propósito preguntas técnicas a otros candidatos como Alvarado y Saborío que no pudieron contestar. Otros cuestionados fueron el expresidente Figueres por su involucramiento en el Juicio ICE-Alcatel y su salida al país hasta que prescribieron los cargos y Feinzaig por la sanción que le impuso la Contraloría General por su gestión como viceministro en relación con el contrato de Alterra. Chaves llamó a votar por él como opción de centro y evitar los extremos de la extrema izquierda y extrema derecha en relación con otros candidatos. Algunos analistas consideran que el mal desempeño en debates le costó a Saborío el segundo lugar, mientras que la campaña negativa de Fabricio hacia Villalta pudo salirle costosa también.
Pasadas las elecciones el Comité Ejecutivo del partido Costa Rica Justa le solicitó la reuncia al fundador Dragos Dolanescu Valenciano alegando presuntos malos manejos de fondos de campaña durante los pasados comicios.
Los dos candidatos que pasaron a segunda ronda ambos manifestaron sus deseos de reunirse con los líderes y candidatos de los otros partidos. Aunque algunos medios han destacado que la contienda se realizará entre dos opciones una de centroizquierda (Figueres) y otra de centroderecha (Chaves), Chaves ha sido acusado de ser "autoritario" y "populista de derecha". Figueres por otra parte ha manifestado su deseo de girar el PLN a la izquierda, y pidió reunirse con el candidato Villalta. Sin embargo el candidato ultraderechista Fabricio Alvarado dijo no identificarse con ninguno, y publicó en redes sociales una fuerte crítica al "acoso sexual" que algunos interpretaron como un ataque a Chaves.
Quien sí dio la adhesión a Chaves fue la candidata liberal Natalia Díaz y el diputado Jovel Álvarez quien ejercerá por unos meses en reemplazo de una diputada socialcristiana que renunció al cargo. El periodista Greivin Moya de Fuerza Nacional dio su adhesión al expresidente Figueres, aunque militantes de su partido criticaron esto y dieron su adhesión a Chaves. Chaves recibió el apoyo del controversial excandidato presidencial y abogado Juan Diego Castro.
El expresidente Figueres y el diputado electo y excandidato conservador Fabricio Alvarado se reunieron en busca de «coincidencias» según afirmaron aunque sin llegar a acuerdos electorales. Figueres sí mencionó poco después de la reunión en una entrevista que la «ideología de género» debía ser «depurada» del MEP, un discurso común en círculos conservadores. Figueres también prometió en días previos abrir una oficina de «asuntos de la fe» en Casa Presidencial e interceder ante los bancos estatales para asistir a las iglesias evangélicas. Chaves diría también que rechaza la «ideología de género» y anunció que destituiría al Consejo Superior de Educación (aunque el presidente solo nombre 3 de 7 cargos del mismo). Chaves también se negó a firmar un documento que solicitó el estatal Instituto Nacional de las Mujeres afirmando que prefería ser llamado «cavernícola».
A dos semanas de la elección una polémica campaña se difundió en redes sociales con tres videos, uno mostrando escenas violentas de personas suicidándose por votar por Rodrigo Chaves y otro donde se le acusaba de pedófilo. Esto causó furor e indignación por lo que los videos fueron removidos. Chaves realizó una conferencia de prensa al respecto acusando a la campaña de Figueres de hacerlo, mientras que Figueres por su parte lo negó acusando en cambio a la de Chaves de estar detrás de ellos. El TSE anunció que investigaría el origen de los videos. Un reportaje del medio El Mundo afirma que la autoría corresponde a empresas que había trabajado para el Partido Liberación Nacional. Esto fue confirmado cuando por investigación del TSE la compañía productora se vio obligada a revelar que efectivamente el spot fue pagado por un asesor del PLN.
Chaves firmó un acuerdo el 25 de marzo en el Templo Bíblico Internacional ante el grupo evangélico conservador Foro Mi País con distintos compromisos conservadores.
Los candidatos participaron en más de cinco debates juntos durante la última semana electoral en los que chocaron sobre distintos temas como bajar el costo de los combustibles, generación de empleo, «pensiones de lujo», la Ley de Empleo Público y la llamada «ley antihuelgas».

### Tabla de apoyos en segunda ronda
| Excandidato | Excandidato              | Apoya                                                                                          | Apoya                     | Notas                                      | Refs    |
| ----------- | ------------------------ | ---------------------------------------------------------------------------------------------- | ------------------------- | ------------------------------------------ | ------- |
|             | Natalia Díaz (UP)        |                                                                                                | Rodrigo Chaves (PSD)      |                                            | [ 103 ] |
|             | Greivin Moya (PFN)       |                                                                                                | José María Figueres (PLN) | Dirigentes de su partido apoyaron a Chaves | [ 105 ] |
|             | Rodolfo Hernández (PRSC) |                                                                                                | José María Figueres (PLN) | [ 126 ] [ 127 ]                            |         |
|             | Roulan Jiménez (PMSDC)   |                                                                                                | José María Figueres (PLN) | [ 128 ]                                    |         |
|             | Federico Malavassi (PUL) | Personeros del partido afirmaron que el Comité Ejecutivo decidió no apoyar a ningún candidato. | José María Figueres (PLN) | [ 130 ]                                    |         |
|             | Eliécer Feinzaig (PLP+)  |                                                                                                | Ninguno                   |                                            | [ 131 ] |
|             | Lineth Saborío (PUSC)    |                                                                                                | Ninguno                   | [ 132 ]                                    |         |
|             | Welmer Ramos (PAC)       |                                                                                                | Ninguno                   | [ 133 ]                                    |         |
|             | José María Villalta (FA) |                                                                                                | Ninguno                   | [ 134 ]                                    |         |
|             | Rolando Araya (CRJ)      |                                                                                                | Ninguno                   | [ 135 ]                                    |         |
|             | Fabricio Alvarado (PNR)  |                                                                                                | Ninguno                   | [ 136 ]                                    |         |
|             | Jhonn Vega (PT)          |                                                                                                | Nulo                      |                                            | [ 137 ] |

## Temáticas

### Trasfondo

#### Pandemia de COVID-19
La pandemia de COVID-19, ha tenido importantes efectos socioeconómicos en el país que pudieron haber influido en las elecciones presidenciales. Un ejemplo es el desempleo, que, influido por los efectos de la pandemia, aumentó a un 21,9% para octubre de 2020. De acuerdo con un estudio del Centro de Investigación y Estudios Políticos (CIEP) de la Universidad de Costa Rica, el 27,45 % de las 877 personas consultadas en el estudio en todo el territorio nacional señaló al desempleo como el principal problema del país en el contexto de la pandemia.
La polémica sobre las restricciones y la vacunación obligatoria fue un tema importante de campaña, incluyendo la directriz del gobierno de exigir un código QR que certifique el esquema completo de vacunación a partir de enero para ingresar a comercios y otros lugares públicos. Diversos candidatos entre ellos Figueres, Araya y Alvarado aseguraron que no implementarían tal medida.

#### Irrupción en el Hospital de Heredia
El 27 de enero de 2022 grupos antivacunas irrumpieron violentamente en el Hospital de Heredia que depende de la Caja Costarricense de Seguro Social. El grupo se oponía a la vacunación de un menor que había sido retirado de la custodia de sus padres y se encontraba bajo la supervisión del Patronato Nacional de la Infancia y estaba auspiciado por la diputada Shirley Díaz, candidata a vicepresidenta por el Partido Nueva Generación lo que provocó polémica. Su compañero de fórmula Sergio Mena Díaz defendió el accionar de la legisladora. Se levantaron cargos penales y medidas cautelares contra los involucrados.

#### Protestas populares
Uno de los aspectos más controvertidos de la administración Alvarado Quesada fue la aprobación por parte de la Asamblea Legislativa de la Ley de Fortalecimiento de las Finanzas Públicas, popularmente conocida como Plan Fiscal, la oposición al proyecto llevó a la Huelga sindical en Costa Rica de 2018.
A mediados de 2019 se suscitaron protestas por parte de pescadores, camioneros y estudiantes colegiales.

### Migración y xenofobia
El primer candidato en hacer suyo el tema de la migración fue Sergio Mena Díaz del partido derechista extraparlamentario Nueva Generación, quien entre otras cosas propuso reformar la Constitución Política para remover el Ius soli (derecho de suelo, que permite ser costarricense de nacimiento a quien nazca en el territorio costarricense). El proyecto le valió duras críticas a Mena quien incluso fue acusado de «fascista» por el diputado de izquierda José María Villalta.

### Legalización del cannabis
En abril de 2021 la fracción parlamentaria del Partido Acción Ciudadana propuso mediante proyecto de ley la legalización de la producción, el consumo y la venta del cannabis y sus derivados, incluso para uso recreativo y no solo medicinal. Los diputados conservadores se oposieron a la medida. De aprobarse, el proyecto establecería la potestad de los ministerios de Salud, Agricultura y Ganadería, Economía, Industria y Comercio y Comercio Exterior de regular actividades de producción, transformación, la industrialización y la comercialización, y dotaría al gobierno de la potestad de emitir licencias para la producción y comercialización así como las posibles vedas.

### Acuerdo de préstamo con el FMI
Debido a los efectos económicos de la pandemia, el gobierno de Costa Rica ha iniciado el proceso para lograr un acuerdo de préstamo con el Fondo Monetario Internacional. El acuerdo tiene como finalidad afianzar la estabilidad macroeconómica y apoyar la recuperación económica frente a la pandemia, además de amortizar en un 10% la deuda con la Caja Costarricense de Seguro Social.
El acuerdo incluye una serie de medidas que implican cambios estructurales que deben ser aprobados por la Asamblea Legislativa tales como aplicar gradualmente reformas fiscales equitativas para garantizar la sostenibilidad de la deuda.

### Unidad Presidencial de Análisis de Datos
El 17 de febrero de 2020, el gobierno de Alvarado crea la «Unidad Presidencial de Análisis de Datos» (UPAD) mediante el decreto número 41996-MP-Mideplan, misma oficina que sería rápidamente disuelta días después, el 23 de febrero, debido a sus controvertidos orígenes, funcionamiento y metas. La UPAD solicitó información personal sobre los ciudadanos a diferentes entidades gubernamentales desde 2019, por lo que la Asamblea Legislativa inició una investigación el 26 de febrero de 2020. El 28 de febrero de 2020 la Fiscalía General de la República realiza un allanamiento a Casa Presidencial en la que recolecta dispositivos electrónicos como evidencia, incluido el teléfono celular y computadora portátil del Presidente Carlos Alvarado.

### Corrupción

#### Visitas narco a la Asamblea Legislativa
Durante el 2021 se descubrió que desde el 2015 un presunto grupo organizado de narcotráfico habría tenido reuniones en la sede legislativa con unos trece legisladores y exlegisladores en sus oficinas.

#### Caso Cochinilla
El lunes 14 de junio de 2021 el Organismo de Investigación Judicial realiza 57 allanamientos a hogares, empresas de construcción e instituciones del gobierno, incluyendo el segundo allanamiento a Casa Presidencial durante la administración Carlos Alvarado, en las que se confiscaron documentos y se detuvieron a 30 personas.
Este caso de investigación judicial se da alrededor de una red de corrupción y sobornos entre las empresas de construcción (MECO, H Solís, Montedes y otras) y funcionarios del Consejo Nacional de Viabilidad (Conavi), entidad encargada del desarrollo de carreteras en el país, la cual publica los carteles de contratación y administra las licitaciones de las mismos.

#### Caso Azteca
Distintos allanamientos fueron realizados por el Organismo de Investigación Judicial en distintas sedes del Instituto Costarricense de Acueductos y Alcantarillados (AyA) por presuntos vínculos con grupos narcos y lavado de dinero, incluso debido a nexos con las FARC, en lo que sería denominado el Caso Azteca.[cita requerida]

#### Caso Diamante
El 15 de noviembre de 2021 el OIJ realizó allanamientos de lo que sería conocido como el Caso Diamante en las municipalidades y casas particulares de los alcades de San José, Cartago, Alajuela, Osa, San Carlos, Escazú, Golfito y Siquirres. Los alcaldes fueron detenidos y de estos 6 pertenecen al Partido Liberación Nacional, con excepción de Mario Redondo del Partido Alianza Democrática Cristiana y Arnoldo Barahona del Partido Nueva Generación. El alcalde de San José Johnny Araya –uno de los detenidos– fue candidato presidencial por el partido verdiblanco en 2014.
Trascendió a la prensa que uno de los empresarios imputados había realizado una donación de $20.000 al entonces precandidato liberacionista y candidato del partido Costa Rica Justa Rolando Araya. Araya aseguró que no fue una donación sino un préstamo personal. Araya es hermano del alcalde josefino de quien aseguró que es su hermano pero no su partidario. Johnny Araya aparecía como miembro del equipo de campaña del candidato liberacionista José María Figueres aunque la dirigencia aseguró que se había retirado semanas atrás. También estuvo entre los detenidos en el caso un regidor y asesor parlamentario del partido Nueva República de Fabricio Alvarado.
El caso empañó a otras figuras públicas mencionadas en las grabaciones recabadas por el Poder Judicial donde se menciona entre otros al presidente del Tribunal Electoral Interno del PLN (originalmente mal entendido como el expresidente del Tribunal Supremo de Elecciones; Antonio Sobrado), el presidente de la Corte Suprema Fernando Cruz y el procurador general, Julio Jurado, quienes son mencionados como receptores de favores por parte de Araya y funcionarios de MECO. Los funcionarios negaron cualquier tipo de relación.

#### Escándalos de contribuciones
Ambos candidatos de segunda ronda se vieron cuestionados por contribuciones presuntamente irregulares. El exministro Chaves debido a la existencia de un fideicomiso creado para gastos partidarios no reportado que sus detractores acusan de ser «estructura paralela», algo prohibido en la legislación. La campaña de Chaves se defendió asegurando que Chaves no era candidato cuando el fideicomiso se creó y se cerró antes de que fuera proclamado. En el caso del expresidente Figueres por un viaje pagado a República Dominicana en tiempo de campaña que fue denunciado por la campaña de Chaves. Figueres aseguró que el viaje fue una donación en especie del empresario Alberto Volio. El Tribunal Supremo de Elecciones aseguró que investigaría ambos hechos.

## Encuestas
Prácticamente todas las encuestas nacionales mostraban que el gran ganador es el grupo de los indecisos y sin partido.[cita requerida] Los porcentajes de indecisos usualmente oscilan por encima del 50 o 60%. De entre los decididos por un candidato, la mayoría de encuestas tales como la de CID Gallup, Demoscopía y CIEP mostraban que el expresidente José María Figueres era el más popular, seguido en algunos casos por Lineth Saborío, José María Villalta, Fabricio Alvarado y Rolando Araya, con Welmer Ramos en algunas encuestas apareciendo en tercer o cuarto lugar.
Figueres también aparecía en casi todas las encuestas como la figura política más conocida de entre los candidatos, y del que es citado por los electores como el que tiene más probabilidades de ser presidente indistintamente de si lo apoyan o no. Sin embargo, Figueres aparecía también a menudo como el primer lugar entre los candidatos citados por el que nunca votarían.
Fabricio Alvarado apareció encabezando las encuestas de la empresa OPol Consultores (aunque en otras encuestas realizadas por la misma empresa lo ubicó por debajo de José María Figueres), lo mismo que sucedió en la pasada elección. OPol fue cuestionada en la pasada campaña por ser financiada por el partido de Fabricio Alvarado, Restauración Nacional.
El candidato Eduardo Cruickshank denunció ante el Tribunal Supremo de Elecciones a la encuestadora Opol por utilizar una papeleta falsa con los candidatos reacomodados de una manera diferente a la de la papeleta oficial.
En enero el candidato Rolando Araya de Costa Rica Justa denunció que se estaban publicando encuestas falsas y aseguró que fue amenazado por una encuestadora -cuyo nombre no reveló- asegurando que le «sacarían trapos sucios» de seguir denunciando esos hechos.
Como en campañas anteriores las encuestas fallaron en predecir al candidato "sorpresa", en este caso Rodrigo Chaves. La encuesta de IDESPO-UNA mostró que Chaves tiene más apoyo de mujeres que de hombres, a la inversa de Figueres. También que mientras el apoyo de Figueres es abrumadoramente de liberacionistas (72%) el segundo grupo que más le apoya son los votantes del Partido Liberal Progresista en primera ronda (9%), mientras a Chaves además de su propio partido (43%) el segundo grupo que más le apoya viene de Nueva República (18%) y PUSC (13%), con el Frente Amplio dividido en forma igual entre ambos candidatos (5% y 5%). Los socialcristianos son los más indecisos de cara a la segunda ronda.

## Elecciones infantiles
Las elecciones infantiles realizadas en el Museo de los Niños y otros centros como ejercicio para inculcar a los menores valores democráticos se realizaron el mismo día 6 de febrero, resultando ganador José María Figueres.[cita requerida]

## Resultados
De acuerdo con el Tribunal Supremo de Elecciones, los siguientes 25 partidos participaron presentando candidatos a la presidencia:

### Primera ronda
Al 100,0% de actas procesadas

#### Presidente y Vicepresidentes
|  | 27,28 % |

|  | 16,78 % |

|  | 14,88 % |

|  | 12,40 % |

|  | 12,40 % |

|  | 8,73 % |

|  | 0,95 % |

|  | 0.79 % |

|  | 0.79 % |

|  | 0.66 % |

|  | 0.59 % |

|  | 0.58 % |

|  | 0.56 % |

|  | 0.53 % |

|  | 0.32 % |

|  | 0.32 % |

|  | 0.32 % |

|  | 0.27 % |

|  | 0.22 % |

|  | 0.16 % |

|  | 0.14 % |

|  | 0.10 % |

|  | 0.09 % |

|  | 0.07 % |

|  | 0.07 % |

|  | 98.62 % |

|  | 0.55 % |

|  | 0.83 % |

|  | 100.00 % |

|  | 59.97 % |

#### Por provincia
| Provincia   | PLN %    | PPSD % | PNR % | PUSC % | PLP+ % | FA %  | Otros % |      |
| ----------- | -------- | ------ | ----- | ------ | ------ | ----- | ------- | ---- |
| Provincia   | San José | 28.05  | 15.88 | 12.24  | 11.18  | 15.58 | 9.81    | 3.61 |
| Alajuela    | 27.32    | 21.92  | 14.84 | 11.00  | 11.00  | 7.18  | 3.29    |      |
| Cartago     | 30.03    | 13.49  | 8.97  | 15.35  | 13.60  | 10.05 | 4.35    |      |
| Heredia     | 26.53    | 16.65  | 11.10 | 11.35  | 17.28  | 10.29 | 3.02    |      |
| Guanacaste  | 28.29    | 16.73  | 17.62 | 16.17  | 5.89   | 6.09  | 4.57    |      |
| Puntarenas  | 25.15    | 16.57  | 25.47 | 13.56  | 3.87   | 6.70  | 5.08    |      |
| Limón       | 21.07    | 11.84  | 29.89 | 14.19  | 4.24   | 6.76  | 7.32    |      |
| Total       | 27.28    | 16.72  | 14.79 | 12.36  | 12.33  | 8.70  | 4.01    |      |
| Fuente: TSE |          |        |       |        |        |       |         |      |

#### Resultados en el exterior

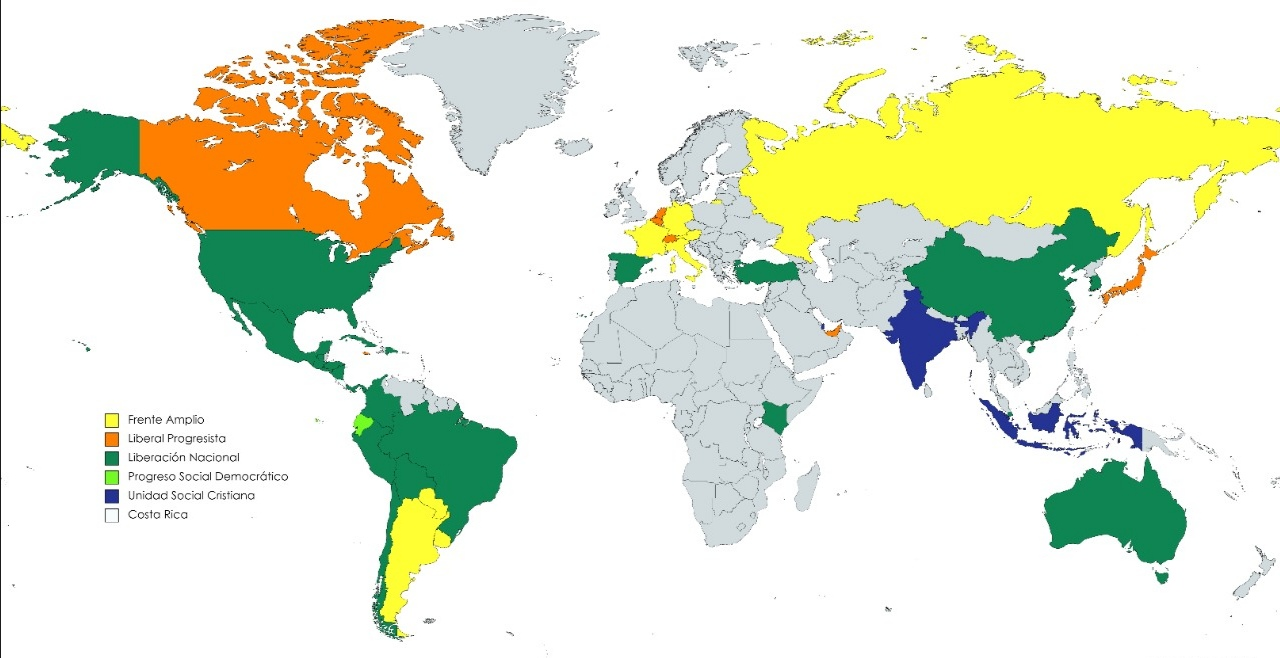
Resultados de las elecciones generales de Costa Rica 2022 por partido

| País                   | PLN %    | PPSD % | PNR % | PUSC % | PLP+ % | FA %  | CRJ % | UP %  | PFN % | PAC % | PNG % | Otros % |      |
| ---------------------- | -------- | ------ | ----- | ------ | ------ | ----- | ----- | ----- | ----- | ----- | ----- | ------- | ---- |
| País                   | Alemania | 9.62   | 7.29  | 0.58   | 4.08   | 25.66 | 50.15 | 0.29  | 0.29  | -     | 1.17  | -       | 0.87 |
| Argentina              | 16.36    | 7.27   | 3.64  | 3.64   | 20.00  | 41.82 | -     | -     | -     | 7.27  | -     | -       |      |
| Austria                | 15.87    | 4.76   | 1.59  | 4.76   | 31.75  | 34.92 | -     | -     | -     | 3.17  | -     | 3.18    |      |
| Bélgica                | 12.86    | 7.14   | -     | 22.86  | 30.00  | 21.43 | -     | -     | -     | 2.86  | -     | 2.86    |      |
| Brasil                 | 46.15    | 15.38  | -     | 7.69   | 30.77  | -     | -     | -     | -     | -     | -     | -       |      |
| Canadá                 | 16.06    | 13.87  | 6.57  | 15.33  | 28.47  | 10.95 | -     | 1.46  | 0.73  | 1.46  | 0.73  | 4.37    |      |
| Chile                  | 25.26    | 17.89  | 6.32  | 7.37   | 17.89  | 16.84 | 1.05  | -     | 1.05  | 2.11  | -     | 3.16    |      |
| China                  | 34.78    | 4.35   | -     | -      | 30.43  | 21.74 | -     | -     | -     | 8.70  | -     | -       |      |
| Colombia               | 33.73    | 8.43   | 6.02  | 2.41   | 25.30  | 16.87 | -     | 2.41  | -     | 1.20  | 2.41  | 1.20    |      |
| Corea del Sur          | 30.77    | 7.69   | 11.54 | 3.85   | 11.54  | 26.92 | -     | -     | -     | -     | -     | 7.69    |      |
| Cuba                   | 44.44    | 11.11  | 11.11 | 11.11  | 11.11  | 11.11 | -     | -     | -     | -     | -     | 11.11   |      |
| Ecuador                | 12.50    | 31.25  | 6.25  | -      | 12.50  | 15.63 | -     | -     | -     | -     | -     | 18.75   |      |
| Estados Unidos         | 27.06    | 20.09  | 9.08  | 9.86   | 18.50  | 9.53  | 1.04  | 0.52  | 0.41  | 1.26  | 0.33  | 2.32    |      |
| El Salvador            | 32.81    | 10.94  | 9.38  | 15.63  | 17.19  | 6.25  | -     | 1.56  | -     | 1.56  | -     | 4.69    |      |
| España                 | 27.50    | 8.44   | 0.63  | 6.88   | 24.38  | 26.88 | 0.31  | 0.63  | -     | 2.19  | -     | 2.18    |      |
| Francia                | 17.37    | 5.26   | 2.63  | 3.68   | 14.74  | 47.89 | 1.05  | -     | 0.53  | 4.74  | -     | 1.58    |      |
| Guatemala              | 32.69    | 19.23  | 8.17  | 8.17   | 17.79  | 9.62  | 0.48  | 1.44  | -     | 0.48  | 0.48  | 1.44    |      |
| Honduras               | 47.89    | 12.68  | 2.82  | 15.49  | 14.08  | 5.63  | -     | -     | -     | 1.41  | -     | -       |      |
| Israel                 | 21.43    | 10.71  | -     | 3.57   | 53.57  | 7.14  | 3.57  | -     | -     | -     | -     | -       |      |
| Italia                 | 24.36    | 2.56   | 5.13  | 8.97   | 23.08  | 26.92 | 1.28  | -     | -     | 5.13  | -     | 2.56    |      |
| Japón                  | 6.45     | 16.13  | 6.45  | 3.23   | 32.26  | 19.35 | -     | -     | -     | 6.45  | -     | 9.68    |      |
| México                 | 32.69    | 12.69  | 3.46  | 10.38  | 21.54  | 16.92 | -     | 0.77  | -     | 0.38  | 0.38  | 0.77    |      |
| Nicaragua              | 40.49    | 8.59   | 14.11 | 13.50  | 12.27  | 5.52  | 1.23  | -     | 0.61  | 0.61  | 1.23  | 1.23    |      |
| Países Bajos           | 20.12    | 10.65  | 3.55  | 2.96   | 30.18  | 24.85 | 1.18  | -     | -     | 2.96  | -     | 3.55    |      |
| Panamá                 | 34.95    | 13.98  | 5.78  | 13.68  | 22.80  | 4.26  | 0.91  | 1.22  | -     | -     | 0.61  | 1.82    |      |
| Perú                   | 26.56    | 14.06  | 7.81  | 9.38   | 14.06  | 17.19 | -     | -     | -     | -     | 1.56  | 7.81    |      |
| Reino Unido            | 16.02    | 7.77   | -     | 7.77   | 33.01  | 32.04 | -     | -     | -     | 1.94  | 0.49  | 1.98    |      |
| República Dominicana   | 34.78    | 8.70   | 15.22 | -      | 17.39  | 6.52  | 2.17  | 10.87 | -     | 2.17  | -     | 2.17    |      |
| Rusia                  | 28.57    | 7.14   | -     | -      | 14.29  | 42.86 | 7.14  | -     | -     | -     | -     | -       |      |
| Singapur               | 36.36    | 9.09   | -     | 18.18  | 9.09   | -     | -     | -     | 18.18 | -     | -     | 9.09    |      |
| Suiza                  | 24.85    | 9.47   | 2.37  | 4.73   | 29.59  | 26.04 | 0.59  | -     | -     | 1.18  | -     | 1.18    |      |
| Uruguay                | 17.65    | 5.88   | 11.76 | 5.88   | 23.53  | 29.41 | -     | -     | -     | -     | -     | 5.88    |      |
| India                  | -        | -      | -     | 100    | -      | -     | -     | -     | -     | -     | -     | -       |      |
| Catar                  | 43.48    | 17.39  | -     | -      | 34.78  | -     | -     | -     | -     | -     | -     | -       |      |
| Bolivia                | 41.67    | 16.67  | 8.33  | -      | 16.67  | 8.33  | -     | -     | -     | 8.33  | -     | -       |      |
| Paraguay               | 11.11    | 11.11  | 22.22 | -      | 22.22  | 33.33 | -     | -     | -     | -     | -     | -       |      |
| Australia              | 39.13    | 17.39  | -     | -      | 8.70   | 13.04 | -     | 4.35  | -     | 8.70  | -     | -       |      |
| Jamaica                | 33.33    | 11.11  | 11.11 | -      | 33.33  | 11.11 | -     | -     | -     | -     | -     | -       |      |
| Turquía                | 75.00    | -      | -     | -      | -      | 25.00 | -     | -     | -     | -     | -     | -       |      |
| Emiratos Árabes Unidos | 8.00     | 20.00  | -     | 4.00   | 44.00  | 8.00  | -     | -     | -     | -     | -     | -       |      |
| Indonesia              | 33.33    | -      | -     | 33.33  | 33.33  | -     | -     | -     | -     | -     | -     | -       |      |
| Kenia                  | 50.00    | -      | -     | 12.50  | 12.50  | 25.00 | -     | -     | -     | -     | -     | -       |      |
| Total                  | 26.17    | 14.77  | 6.34  | 8.84   | 21.22  | 16.83 | 0.74  | 0.61  | 0.27  | 1.61  | 0.32  | 2.28    |      |
| Fuente: TSE            |          |        |       |        |        |       |       |       |       |       |       |         |      |

### Segunda ronda

#### Presidente y Vicepresidentes
|  | 52.84 % |

|  | 47.16 % |

|  | 97.40 % |

|  | 0.39 % |

|  | 2.21 % |

|  | 100.00 % |

|  | 56.76 % |

#### Por provincia
| Provincia   | PPSD %   | PLN % |       |
| ----------- | -------- | ----- | ----- |
| Provincia   | San José | 48.83 | 51.17 |
| Alajuela    | 56.46    | 43.54 |       |
| Cartago     | 47.95    | 52.05 |       |
| Heredia     | 51.42    | 48.58 |       |
| Guanacaste  | 55.49    | 44.51 |       |
| Puntarenas  | 60.60    | 39.40 |       |
| Limón       | 62.79    | 37.21 |       |
| Total       | 52.84    | 47.16 |       |
| Fuente: TSE |          |       |       |

#### Resultados en el exterior
| Country                | PLN%                                                                              | PPSD%  |       |
| ---------------------- | --------------------------------------------------------------------------------- | ------ | ----- |
| Country                | Alemania                                                                          | 75.77  | 25.26 |
| Argentina              | 68.57                                                                             | 31.43  |       |
| Austria                | 80.00                                                                             | 20.00  |       |
| Bélgica                | 75.44                                                                             | 24.56  |       |
| Brasil                 | 84.21                                                                             | 15.79  |       |
| Canadá                 | 40.91                                                                             | 59.09  |       |
| Chile                  | 63.89                                                                             | 36.11  |       |
| China                  | 87.50                                                                             | 12.50  |       |
| Colombia               | 76.00                                                                             | 24.00  |       |
| Corea del Sur          | 50.00                                                                             | 50.00  |       |
| Cuba                   | 85.71                                                                             | 14.29  |       |
| Ecuador                | 65.63                                                                             | 34.38  |       |
| Estados Unidos         | 49.53                                                                             | 50.47  |       |
| El Salvador            | 63.08                                                                             | 36.92  |       |
| España                 | 76.76                                                                             | 23.24  |       |
| Francia                | 74.32                                                                             | 25.68  |       |
| Guatemala              | 52.30                                                                             | 47.70  |       |
| Honduras               | 68.66                                                                             | 31.34  |       |
| Israel                 | 71.43                                                                             | 28.57  |       |
| Italia                 | 75.00                                                                             | 25.00  |       |
| Japón                  | 57.69                                                                             | 42.31  |       |
| México                 | 69.23                                                                             | 30.77  |       |
| Nicaragua              | 67.48                                                                             | 32.52  |       |
| Países Bajos           | 61.54                                                                             | 38.46  |       |
| Panamá                 | 62.93                                                                             | 37.07  |       |
| Perú                   | 62.26                                                                             | 37.74  |       |
| Reino Unido            | 80.79                                                                             | 19.21  |       |
| República Dominicana   | 67.50                                                                             | 32.50  |       |
| Rusia                  | No se realizó elección debido a imposibilidad de enviar el material por la guerra |        |       |
| Singapur               | 90.91                                                                             | 9.09   |       |
| Suiza                  | 70.63                                                                             | 29.37  |       |
| Uruguay                | 58.33                                                                             | 41.67  |       |
| India                  | 100.00                                                                            | -      |       |
| Catar                  | 77.27                                                                             | 22.73  |       |
| Bolivia                | 50.00                                                                             | 50.00  |       |
| Paraguay               | 60.00                                                                             | 40.00  |       |
| Australia              | 41.18                                                                             | 58.82  |       |
| Jamaica                | 100.00                                                                            | -      |       |
| Turquía                | 100.00                                                                            | -      |       |
| Emiratos Árabes Unidos | 54.55                                                                             | 45.45  |       |
| Indonesia              | -                                                                                 | 100.00 |       |
| Kenia                  | 75.00                                                                             | 25.00  |       |
| Total                  | 59.03                                                                             | 40.97  |       |
| Source: TSE, CRHoy     |                                                                                   |        |       |

## Elecciones legislativas
Al corte de inscripción de partidos en el Tribunal Supremo de Elecciones, el 22 de octubre de 2021, se inscribieron 38 partidos, 27 a escala nacional y 11 a escala provincial.
Las candidaturas del partido VAMOS fueron anuladas por el órgano electoral por aparentes irregularidades en la designación. Sin embargo el partido apeló la decisión exitosamente y todas menos dos fueron reincorporadas.
|  | 24.82 % |

|  | 15.04 % |

|  | 11.41 % |

|  | 10.07 % |

|  | 9.06 % |

|  | 8.33 % |

|  | 2.15 % |

|  | 2.05 % |

|  | 1.79 % |

|  | 1.51 % |

|  | 1.50 % |

|  | 1.22 % |

|  | 1.19 % |

|  | 1.18 % |

|  | 1.09 % |

|  | 1.02 % |

|  | 0.89 % |

|  | 0.87 % |

|  | 0.65 % |

|  | 0.56 % |

|  | 0.51 % |

|  | 0.49 % |

|  | 0.45 % |

|  | 0.44 % |

|  | 0.29 % |

|  | 0.27 % |

|  | 0.26 % |

|  | 0.25 % |

|  | 0.19 % |

|  | 0.14 % |

|  | 0.09 % |

|  | 0.09 % |

|  | 0.04 % |

|  | 0.04 % |

|  | 0.04 % |

|  | 0.02 % |

|  | 98.03 % |

|  | 0.87 % |

|  | 1.10 % |

|  | 100.00 % |

|  | 59.78 % |

## Reacciones

### Internas
- José María Figueres reconoció la derrota y felicitó a Chaves. Llamó a «dejar atrás un mensaje de odio y avanzar juntos» y agradeció a sus colaboradores. También aseguró que «Sigo pensando, conciudadanos, que Costa Rica vive una profunda crisis y que nuestro país está en un estado de emergencia, teníamos y seguimos teniendo, por supuesto, toda la intensión de ayudar siempre a rescatar a Costa Rica y avanzarla, a que se respetaran los derechos humanos de todas las personas, de los niños, de las juventudes, de las mujeres, de los hombres y de todas las personas mayores.»[199]
- Chaves por su parte celebró la victoria, saludó a Figueres y le pidió que colaboraran juntos, además afirmó que «Costa Rica, lo mejor esta por venir. Asumo el mandato con una obligación para hacer mi trabajo con transparencia (...). Asumo el compromiso de hacer un gobierno democrático, respetuoso de la ley y de los valores costarricenses»[200]
- El presidente en funciones Carlos Alvarado Quesada felicitó a Chaves y lo llamó invitándolo a «efectuar una transición ordenada» y externarles sus «mejores deseos».[201]
- La expresidenta Laura Chinchilla expresó desde su Twitter oficial; «Costa Rica decidió y esa decisión se respeta. Los triunfadores deberán actuar con sabiduría y humildad; el verbo incendiario debe dar paso al diálogo respetuoso. Los perdedores, a facilitar acuerdos y a velar con celo por los balances democráticos e institucionales del país».[201]
- El excandidato, diputado electo y jefe de fracción del Partido Liberal Progresista Eli Feinzaig aseguró: «El pueblo costarricense ha hablado en las urnas, Rodrigo Chaves es el próximo Presidente. Desde el partido reiteramos nuestro compromiso de defensa sin cuartel a los derechos humanos, las libertades individuales y la dignidad de la mujer, así como del bolsillo de los ticos».[201]
- El excandidato, diputado electo y jefe de fracción del Partido Nueva República Fabricio Alvarado expresó: «Desde este momento oramos por él, para que Dios le dé sabiduría y temor de Dios.».[202]
- El secretario general de la Asociación Nacional de Empleados Públicos Albino Vargas afirmó que se esperaba ver un acercamiento con el presidente electo.[203]
- El director Ejecutivo de la Unión Costarricense de Cámaras Empresariales (Uccaep), Jorge Luis Araya felicitó a Chaves.[203]
- La directora de comunicación de la Conferencia Episcopal Lisandra Chaves aseguró que «confían que el presidente electo gobierne a favor de los más necesitados y ejerza su mandato con responsabilidad».[203]
- La Cámara Costarricense de la Construcción,  Cámara de Industrias de Costa Rica, Cámara Costarricense de la Industria Alimentaria (CACIA), Fundación Costa Rica Canadá, el Colegio de Contadores Públicos de Costa Rica y la Cámara de Infocomunicación y Tecnología (INFOCOM) felicitaron a Chaves e hicieron una serie de peticiones para su futura gestión.[204]

### Internacionales
- Argentina: El Presidente de Argentina y Presidente pro tempore de CELAC Alberto Fernández expresó la disposición de trabajar «por la unidad latinoamericana».[205]
- Colombia: El Presidente de Colombia Iván Duque felicitó a Chaves y expresó el deseo de seguir estrechando relaciones bilaterales.[206]
- Naciones Unidas: La Oficina de Comunicación felicitó a Chaves y manifestó que «Costa Rica es un referente del multilateralismo, la defensa de los valores democráticos, el respeto de los derechos humanos, la acción por el clima y el ambiente. Mas que nunca necesitamos el liderazgo ejemplar de países como Costa Rica y nos comprometemos a trabajar junto al nuevo gobierno para enfrentar las brechas y desafíos que tiene el país y seguir el camino de Costa Rica en el cumplimiento de los Objetivos de Desarrollo Sostenible al 2030».[207]
- El Salvador: Ministerio de Relaciones Exteriores de El Salvador felicitó al país expresando que la jornada se realizó en un «ambiente de tranquilidad y alto civismo».[208]
- Estados Unidos: El Secretario de Estado de los Estados Unidos Antony Blinken felicitó a Chaves por su victoria y describió al país como «un faro de la democracia en las Américas y el mundo» así como que esperaban «fortalecer los lazos entre nuestras naciones para promover los intereses comunes, incluida la gestión humanitaria de la migración, la protección del medio ambiente y el trabajo con socios democráticos en la región hacia un hemisferio más seguro, próspero y democrático».[209]
- República Dominicana: El Presidente de la República Dominicana Luis Abinader felicitó a Chaves y expresó: «Felicitaciones al pueblo costarricense por haber elegido de manera democrática a su nuevo Presidente, @RodrigoChavesR, a quien extendemos nuestras felicitaciones y expresamos nuestro interés en seguir fortaleciendo y desarrollando la Alianza para el Desarrollo en Democracia».[210]
- Unión Europea: El Servicio Europeo de Acción Exterior felicitó a Chaves y expresó el deseo de continuar trabajando con la nueva administración. «Costa Rica es un socio clave para la UE en Centroamérica. Tenemos fuertes lazos políticos y cooperamos estrechamente en muchas áreas de interés común, como el comercio, el desarrollo sostenible y la gobernabilidad democrática».[211]
- Venezuela: El Presidente encargado de Venezuela reconocido por parte de la comunidad internacional Juan Guaidó felicitó a Chaves en su cuenta de Twitter: «Costa Rica ha dado una nueva demostración de institucionalidad democrática, que es por lo que luchamos en Venezuela. Felicitamos al pueblo costarricense y su presidente electo, Rodrigo Chaves».[212]